# Tapestry, Inc.
Tapestry, Inc. er en amerikansk multinational modetøjskoncern med hovedkvarter i New York City. De har tre væsentlige brands: Coach New York (986 butikker), Kate Spade New York og Stuart Weitzman. Coach blev etableret i 1941 som en workshop og er siden vokset til en koncern med 20.000 ansatte.